# Ceropegieae
Ceropegieae é uma tribo de plantas de flores pertenecente a a família Apocynaceae (ordem Gentianales). Esta tribo de divide nas seguintes subtribos.

## Subtribos
| - Anisotominae - Heterostemminae | - Leptadeniinae - Stapeliinae |